# Epirrhoe melanotica
Epirrhoe melanotica är en fjärilsart som beskrevs av Horhammer 1952. Epirrhoe melanotica ingår i släktet Epirrhoe och familjen mätare. Inga underarter finns listade i Catalogue of Life.